# Замарашкин, Виктор Иванович
Виктор Иванович Замарашкин (26 января 1919, Орловская губерния — 26 июля 1980, Орёл) — Военный летчик-истребитель 1-го класса, полковник. Участник Великой Отечественной войны и войны в Корее.

## Биография
Родился 26 января 1919 года в селе Ивановское Орловской губернии. До Великой Отечественной войны в 1940 году окончил Чугуевское военное авиационное училище. Участник Отечественной войны в составе 68-го истребительного авиационного полка 265-й иад Закавказского фронта в должности командира звена (1942), 982-го истребительного авиационного полка 298-й иад ПВО Закавказского фронта в должности командира эскадрильи (1943—1944), 740-го истребительного авиационного полка 318-й иад ПВО Северного фронта ПВО в должности штурмана полка (1944—1945). Совершил три разведывательных полёта с посадкой в тылу врага. Участник 18-ти воздушных боёв. Сбил три самолёта противника Юнкерс Ю-87 и Мессершмидт МЕ-109ф, четыре автомашины с войсками противника, один штабной автомобиль и до роты пехоты противника.
Эскадрилья 6-го истребительного перегоночного полка под руководством В. И. Замарашкина перегнала более 1340 истребителей иностранного производства из Ирана на фронт без лётных происшествий. За личную безаварийную перегонку 97 боевых самолётов представлен к Правительственной награде Орден Ленина. Пилотировал советские истребители По-2 (У-2), УТ-2, И-153 «Чайка», И-16, ЛаГГ-3, Як-11, Як-17, МиГ-15, МиГ-17, американские — P-39 Аэрокобра, P-40 «Киттихаук», P-63 Кингкобра, британский — Харрикейн. Награждён Орденом Красного Знамени, Орденом Красной Звезды (представлялся к медали «За боевые заслуги»).
После войны продолжил службу в ВВС. Принимал участие в Корейской войне. 10 февраля 1952 года в боевом вылете ведомая подполковником Замарашкиным группа самолетов МиГ-15 148-го гвардейского истребительного авиационного полка уничтожила ведущий истребитель F-86 «Сейбр» американского аса Джорджа Дэвиса, сбившего рекордное (14) количество самолётов МиГ-15. Непосредственно сбил самолёт гвардии старший лейтенант Михаил Акимович Аверин из 2-й эскадрильи 148-го гв. иап ПВО.
Командир второй эскадрильи 148-го гвардейского полка, участник боя, тогда гвардии капитан, Леонид Иванович Савичев вспоминал:
В тот день был полковой вылет в составе всех трех эскадрилий, всего в составе группы было 22 экипажа. Летели «этажеркой»: ниже всех 1-я эскадрилья капитана Моторина, чуть выше шла шестерка моей 2-й, а ещё выше эскадрилья 3-я, майора Дудниченко. Вел всю группу заместитель командира полка подполковник Виктор Иванович Замарашкин. Летели мы на прикрытие Супхун ГЭС под облаками. Неожиданно из облаков выскочила пара «Сейбров» и, не видя выше себя самолеты моей 2-й эскадрильи, пошла в атаку на самолеты 1-й, которая шла ниже всех. Тут же на помощь я повел свою шестерку, зашел в хвост удачно подвернувшихся «Сейбров» и метров с 800 стал бить по ведущему «Сейбру». Вдруг я увидел падающие возле меня гильзы от снарядов откуда-то сверху, подняв голову, увидел, что чуть впереди и выше меня летит «миг» моего замполита Михаила Аверина и тоже бьет по «Сейбру». Его огонь был более точен — от киля «Сейбра» полетели обломки, и он перешел в пикирование, вскоре врезался в землю, а его ведомый удрал. Через два дня пришло подтверждение о сбитии аса Джорджа Дэвиса, и его засчитали Михаилу Аверину.
После отставки работал директором Парка культуры и отдыха в городе Орле.
Умер 26 июля 1980 года в Орле.

## Награды
- два ордена Красного Знамени (09.09.1942[1], 09.03.1956[6])
- три  ордена Красной Звезды (02.08.1944[2], 20.04.1953[6][7], 22.02.1955[6][8])
- две медали «За боевые заслуги» (1943, 06.11.1947[6][7])
- другие медали СССР
- медаль «Китайско-советская дружба» (КНР)